# Đảng Tự do Úc
Đảng Tự do Úc (tiếng Anh: Liberal Party of Australia) là một đảng phái chính trị lớn của nước Úc.
Đảng Tự do thành lập sau cuộc bầu cử liên bang năm 1943, thay thế Đảng Thống nhất Úc đứng vào thế đối lập với Đảng Lao động Úc trong các cuộc tranh cử chính quyền. Đảng Tự do phối hợp cùng Đảng Quốc gia Úc tạo khối Liên đảng Úc. Liên đảng hiện nay là khối đối lập của chính quyền mọi cấp, từ liên bang đến tiểu bang.
Sau khi thất cử nặng nề ngày 24 tháng 11 năm 2007, John Howard từ chức lãnh tụ Đảng Tự do. Nhiều đại biểu của đảng này cũng bị thất nhiệm. Cựu phó lãnh tụ là Peter Costello quyết định rút tên, không lên thế chức lãnh tụ. Malcolm Turnbull và Brendan Nelson tranh giành chức vụ này vào ngày 29 tháng 11. Brendan Nelson được đề cử làm lãnh tụ mới với 45 phiếu (Malcolm Turnbull 42 phiếu).

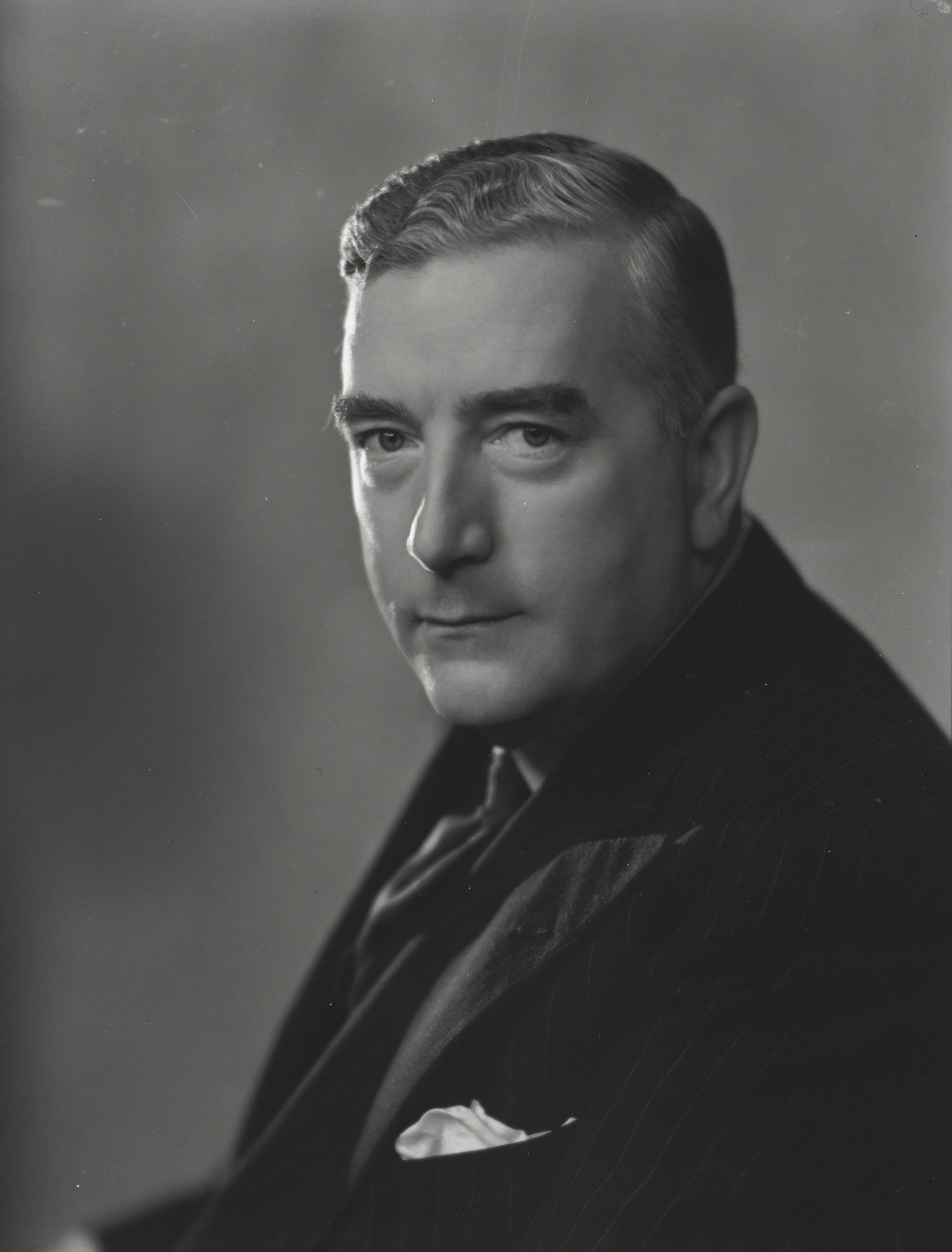
Robert Menzies
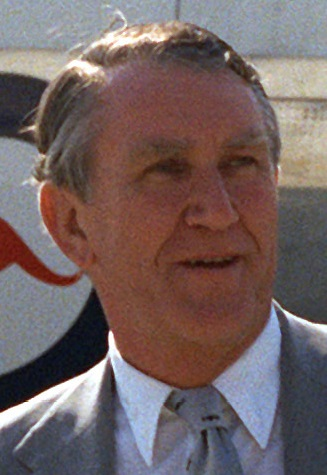
Malcolm Fraser
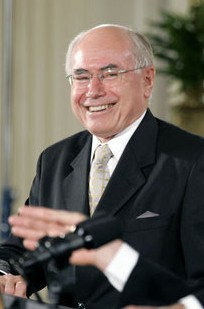
John Howard
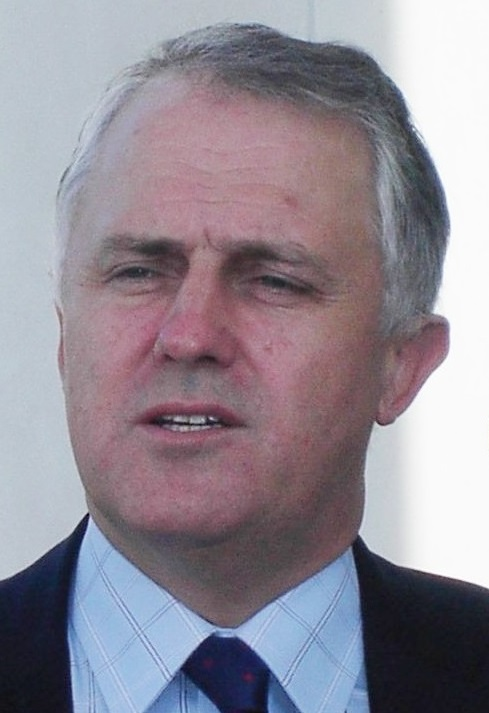
Malcolm Turnbull

Đảng Tự do lâm vào tình thế khủng hoảng sau đại bại trong cuộc bầu cử Liên bang Úc năm 2007. Brendan Nelson ra sức củng cố hàng ngũ của Đảng nhưng dần dần mất tín nhiệm. Ngày 16 tháng 9 năm 2008, Malcolm Turnbull lên thay Brendan Nelson làm lãnh tụ Đảng Tự Do.

## Danh sách lãnh tụ
| Năm  | Tên              | Chân dung   | Nhiệm kỳ Thủ tướng Úc |
| ---- | ---------------- | ----------- | --------------------- |
| 1945 | Robert Menzies   | không khung | 1949-66               |
| 1966 | Harold Holt      | không khung | 1966-67               |
| 1968 | John Gorton      | không khung | 1968-71               |
| 1971 | William McMahon  | không khung | 1971-72               |
| 1972 | Billy Snedden    | không khung |                       |
| 1975 | Malcolm Fraser   | không khung | 1975-83               |
| 1983 | Andrew Peacock   | không khung |                       |
| 1985 | John Howard      | không khung |                       |
| 1989 | Andrew Peacock   | không khung |                       |
| 1990 | John Hewson      | không khung |                       |
| 1994 | Alexander Downer | không khung |                       |
| 1995 | John Howard      | không khung | 1996-2007             |
| 2007 | Brendan Nelson   | không khung |                       |
| 2008 | Malcolm Turnbull | không khung |                       |
| 2010 | Tony Abbott      | không khung | 2013-2015             |
| 2015 | Malcolm Turnbull | không khung | 2015-2018             |
| 2018 | Scott Morrison   | không khung | 2018-                 |